# Манданичи, Плачидо
Плачидо Манданичи (итал. Placido Mandanici; 3 июля 1799, Барчеллона-Поццо-ди-Готто, Сицилия — 6 июня 1852, Генуя) — итальянский композитор.

## Биография
Окончил музыкальный лицей в Палермо (1820), затем учился в Неаполе у Пьетро Раймонди. В 1829 г. представил в Неаполе свою первую оперу, «Необитаемый остров» (итал. L'isola disabitata). В 1834—1848 гг. работал в Милане как оперный и балетный композитор, преподавал в Миланской консерватории, был дружен с Гаэтано Доницетти, входил в круг графини Самойловой, которой посвятил оперу «Весельчак с Тичинских ворот» (итал. Il buontempone di Porta Ticinese; 1841). Последние годы жизни провёл в Генуе.

## Память
Имя Манданичи носит театр в его родном городе, открывшийся в 2012 году после 45-летнего перерыва.